# Kisdombegyház
Kisdombegyház là một thị trấn thuộc hạt Békés, Hungary. Thị trấn này có diện tích 12,61 km², dân số năm 2010 là 457 người, mật độ 36 người/km².